# ズデンコ・ベルデニック
ズデンコ・ベルデニック（スロベニア語: Zdenko Verdenik、1949年5月2日 - ）は、スロベニア出身のサッカー指導者。

## 来歴
両親ともに教師という家庭に生まれる。リュブリャナ大学では体育学を専攻。3部のソボーダというクラブでプレーしながら大学生活を送り、1972年にリュブリャナ大学の指導者育成コースを卒業。1972年からはユーゴスラビア2部リーグに所属していたNKジェレズニチャル・マリボルでプレーした。
近眼のため選手生活を続けるのが難しくなっていたころ、大学時代の教授だったブランコ・エルスナーに誘われ、彼の下でアシスタントを務めるようになる。また、大学での研究と並行して、3部リーグのNDスロヴァンでは選手兼監督を務め、28歳で選手を引退した。1970年代後半にはドイツ体育大学ケルンでフスバルレアラー（最上位の指導者ライセンス）コースを修了。リュブリャナ大学で講師をしつつ、ユーゴスラビア2部リーグのクラブで指揮を執った。1981年にザグレブ大学修士課程修了、1985年にリュブリャナ大学博士課程修了。
ドイツ時代に知り合った祖母井秀隆が監督を務める北摂蹴鞠団（大阪体育大学サッカー部の2軍チーム）の合宿に特別コーチとして招かれ、後に「ゾーンプレス」の名で知られるようになる戦術を指導した。チームはベルデニックが残したビデオテープを参考にして好成績を残し、大阪府社会人リーグから関西サッカーリーグに昇格、1991年の全国地域サッカーリーグ決勝大会で2位になった。
祖母井の紹介によって、全日空（1992年に横浜フリューゲルスに改称）の監督就任を控えていた加茂周と出会い、1991年より彼の下でコーチを務める。横浜Fではベルデニックと加茂による話し合いの中で、アッリーゴ・サッキが監督を務めるACミランのプレッシング戦術（ゾーンプレス）を参考とすることが決まった。
1993年の1stステージ終了後、ベルデニックは横浜Fを退団して、スロベニア代表監督に就任した。UEFA EURO '96予選では、初戦でイタリアに1-1で引き分けたものの、最終的には3勝2分5敗で予選敗退。1998 FIFAワールドカップ・ヨーロッパ予選でも敗退し、代表監督から退いた。
1998年5月にオーストリア・ブンデスリーガのFKアウストリア・ウィーンの監督に就任した。多額の強化予算を与えられ、多くの代表選手を獲得したものの、チームの成績は一向に改善されず、11ヶ月後には成績不振で解任された。
2000年8月、残留争いのさなかにあったJリーグ ディビジョン1のジェフユナイテッド市原監督に就任。2ndシーズン途中からの就任だったが、降格圏から1つ上の年間総合14位でチームを残留させた。2001年は開幕前には「8~10位」を目標として掲げていたものの、実際には1stステージ2位、2ndステージ5位、年間順位３位という好成績を残した。
この実績から2002年は市原との契約が残っていたにもかかわらず、市原の倍額以上とみられる年俸と複数年契約を提示した名古屋グランパスエイトに引き抜かれる。名古屋では2002年1stステージで3位となったが、2ndステージでは13位と低迷した。翌2003年の1stステージでは第13節まで無敗記録を更新し、その時期にはカップ戦でも負けなしだった。しかし引き分けの試合が多く、最終的に1stステージで7位に終わり、最終節終了後に成績不振を理由に解任が発表された。名古屋のチーム運営本部長小川幸司は解任理由について「勝ちきれない」ことと答えた。一方ベルデニックは、「チームのベストプレーヤーで、必要な選手」 と考えていたFWイヴィツァ・ヴァスティッチとの契約延長をクラブに求めたが聞き入れられなかったと語る。彼は「私が必要と言い続けた選手を、クラブは切った。クラブは私を信用していない、その雰囲気が選手にも伝播し、選手たちの私への信頼感も揺らいでいった」「ヴァスティッチをとどめていれば、優勝できたといまでも思っています」 と振り返る。
2003年9月から2005年までの2年契約でベガルタ仙台の監督を務めたが、成績不振を理由に2004年度シーズン終了をもって解任された。解任後はスロベニアのリュブリュナ大学で教授を務めるかたわら、新聞や雑誌などで解説者として活動し、サッカークリニックなどの活動でしばしば日本を訪れた。また、2009年から1年間スロベニア代表チームディレクターを務めた。
2010年7月よりスロベニア2部リーグに所属するNKインテルブロック・リュブリャナの監督に就任し、2位となったもののチームが昇格を拒否したことなどから退団。その後はスロベニアサッカー協会でスポーツディレクターを務めた。
2012年6月、大宮アルディージャの監督に就任。8年ぶりの日本復帰となった。就任後は第24節から最終節まで11試合連続無敗を記録するなど、就任時点で15位に低迷していた大宮のJ1残留を果たした。2013年は開幕戦から第10節まで無敗、前年から数えて21試合連続無敗のJ1新記録を樹立した。その後、第16節から第20節まで5連敗を喫すると、第20節の翌日の8月11日に監督を解任された。

## 指導歴
- 1979年 - 1980年、1980年-1981年  NKルドール・トルドゥリエ
- 1985年 - 1987年  NKオリンピア・リュブリャナ[1]
- 1991年 - 1993年  横浜フリューゲルス コーチ[1]
- 1993年 - 1994年  オリンピックスロベニア代表 監督[1]
- 1994年 - 1997年  スロベニア代表 監督[1]
- 1998年 - 1999年  FKアウストリア・ウィーン 監督[1]
- 2000年8月 - 2001年  ジェフユナイテッド市原 監督[1]
- 2002年 - 2003年8月  名古屋グランパスエイト 監督[1]
- 2003年9月 - 2004年11月  ベガルタ仙台 監督[1]
- 2009年 - 2010年6月  スロベニア代表 チームディレクター[1]
- 2010年7月 - 2011年6月  NKインテルブロック・リュブリャナ 監督[1]
- 2011年6月 - 2012年6月   スロベニアサッカー協会 スポーツディレクター[1]
- 2012年6月 - 2013年8月  大宮アルディージャ 監督[1]

## 監督成績
| 年度 | 所属リーグ | 大会名 | 試合数 | 勝 | 分 | 敗 | 勝点 | 順位 | チーム                 |
| ---- | ---------- | ------ | ------ | -- | -- | -- | ---- | ---- | ---------------------- |
| 2000 | J1         | 2nd    | 15     | 3  | 1  | 11 | 9    | 16位 | ジェフユナイテッド市原 |
| 2001 | J1         | 1st    | 15     | 10 | 0  | 5  | 27   | 2位  | ジェフユナイテッド市原 |
| 2001 | J1         | 2nd    | 15     | 7  | 2  | 6  | 23   | 5位  | ジェフユナイテッド市原 |
| 2002 | J1         | 1st    | 15     | 10 | 0  | 5  | 27   | 3位  | 名古屋グランパスエイト |
| 2002 | J1         | 2nd    | 15     | 5  | 1  | 9  | 16   | 13位 | 名古屋グランパスエイト |
| 2003 | J1         | 1st    | 15     | 5  | 8  | 2  | 23   | 7位  | 名古屋グランパスエイト |
| 2003 | J1         | 2nd    | 15     | 2  | 6  | 7  | 12   | 15位 | ベガルタ仙台           |
| 2004 | J2         | -      | 44     | 15 | 14 | 15 | 59   | 6位  | ベガルタ仙台           |
| 2012 | J1         | -      | 21     | 7  | 8  | 6  | 29   | 13位 | 大宮アルディージャ     |
| 2013 | J1         | -      | 20     | 11 | 3  | 6  | 36   | 4位  | 大宮アルディージャ     |

- 2012年は第14節から指揮。
- 2013年は第20節終了後に途中退任。

## 戦術
- 大宮アルディージャでは一貫して4バックを使用し、就任早々に崩壊していた守備を迅速に整備して立て直し、シンプルな攻守一体の堅守速攻をベースに徹底した守備・コンパクトネス・ハードワークや積極的なアグレッシブネス・攻守切替のスピード・リスクを恐れないライン押し上げ・ゾーンプレス・規律を重視した[16][17]。選手の役割は柔軟にさせるのではなく予め固定し、戦い方はシンプル・簡潔で「ボールを奪ったらFWを見ろ」と選手に徹底した[16][17]。大宮監督就任以前のベルデニックの基本フォーメーションは3バックであったが、大宮では4バックを使用し、ディエゴ・シメオネがアトレティコ・マドリードにて使用する4-2-2-2の強固なブロックも使用して鉄壁を築き、後に大宮はアトレティコとの比較対象になることが増えた[16][18]。徹底した堅守と切り替えの速い速攻によりJリーグ最高記録となる21戦連続無敗を記録した。大宮監督就任以前は3バックを基本としており、中でもアーセン・ベンゲル以来の4バックを守り続けてきた名古屋グランパスエイトにとってはこの変更は画期的な出来事であり、名古屋監督時にテレビの取材にて3バックの使用理由を理論的に説明した。
- 日本に「ゾーンプレス」と言う概念を持ち込んだのは彼だと言われており、本人もそれをほぼ認めている（ベルデニックによれば、当時横浜フリューゲルスに在籍していたエドゥー・マランゴンがトリノ・カルチョでプレーした経験があり、彼もゾーンプレスの概念をよく知っていたことも助けになったという）。「ゾーンプレス」はJリーグ開幕前後の横浜フリューゲルスの基本戦術であった。当時の横浜フリューゲルス監督は加茂周であったが、彼を揶揄する際にこの故事が引用されることがある（例：「肝心の監督がゾーンプレスを理解していなかった」）。[要出典]
- スロベニア代表チームはベルデニック退任後のUEFA EURO 2000に出場、2002 FIFAワールドカップにも出場を果たした。旧ユーゴスラビア諸国の中でもサッカーが盛んでないスロベニアの躍進は周囲の驚きを買ったが、その戦術の基礎をベルデニック時代に求める議論は多い。[要出典]
- 日本で率いた市原、名古屋、仙台、そして大宮でも最終的には「解任」という形でチームを離れている。名古屋、仙台では成績不振がその理由であるが、市原では名古屋への電撃的な移籍（後述）が、チームの方向性を著しく踏みにじったとして解任された。そのため名古屋や仙台ではベルデニック解任に対して少なくないフロントへの批判があったが、市原ではフロントへの批判は全くなかった。
- 市原から名古屋へ移る際、選手の契約では他チームの接触が禁止されている1月以前に名古屋からの接触があった。この時点では監督の移籍についてJリーグ内での取り決めがなかったため、道義的責任以外にベルデニックの行動は非難できないが、その後監督の移籍についても、選手の移籍に準じる取り決めがなされ、市原と名古屋の間に少なからず遺恨が残った。[要出典]
- 後に市原の監督に就任したイビチャ・オシムとは旧知の仲で、日本に来てからも常に連絡をとっていた。オシムの回想によれば市原との初の接触は、ベルデニックからオシムの電話番号を教えてもらった祖母井秀隆GMからの電話だったという。また、祖母井が大阪体育大学のコーチだった時代に、ベルデニックを尋ねた際にオシムを紹介され、練習を見学していた。

## エピソード
- 仙台監督を解任された際、違約金として年俸の85%にあたる9700万円を受け取った。これは公表されていた年俸を大きく上回る金額であり、仙台の2005年度の黒字額を大幅に減らすこととなった。これ以前に名古屋を解任された際にもこれとほぼ同額の年俸と違約金を受け取ったとされている。仙台監督解任後、ベルデニックがオファーがあるにも拘わらず長らく現場復帰しなかったのはこれらの収入があったためといわれている。[要出典]
- 手倉森誠によると、東日本大震災の時にベルデニックはいち早く個人で義援金を送っていたという[19]。